# Chiesa di San Giorgio Martire (Adria)
La chiesa di San Giorgio Martire è la parrocchiale di Mazzorno Sinistro, in provincia di Rovigo e diocesi di Chioggia; fa parte del vicariato di Loreo.

## Storia
La chiesa venne edificata nel 1523 per interessamento della nobile famiglia veneziana dei Quirini; la consacrazione fu impartita il 26 novembre 1641 dal vescovo di Chioggia Francesco Grassi. L'edificio attuale è frutto dell'ampliamento del 1750. Nel XIX secolo la chiesa fu dotata del nuovo altare maggiore e nel 1925 il coro subì delle modifiche. La parrocchiale venne ristrutturata nel 2003.

## Descrizione
La facciata della chiesa è tripartita da quattro lesene; nelle parti laterali si aprono due finestre e il timpano è caratterizzato da un oculo parzialmente murato. Sul fianco che guarda a mezzogiorno si trova un'altra facciata che ingloba l'ingresso laterale; questa seconda facciata è a salienti e presenta quattro paraste.

La navata termina in un piccolo presbiterio, chiuso dell'abside semicircolare.